# Academiewijk
De Academiewijk is een woonbuurt in de Nederlandse stad Leiden, die deel uitmaakt van district Binnenstad-Zuid.